# Зеда Оргулі
Зеда Оргулі (груз. ზედა ორღული) — село в Грузії.
За даними перепису населення 2014 року в селі проживає 508 осіб.